# Wolfgang Fürlinger

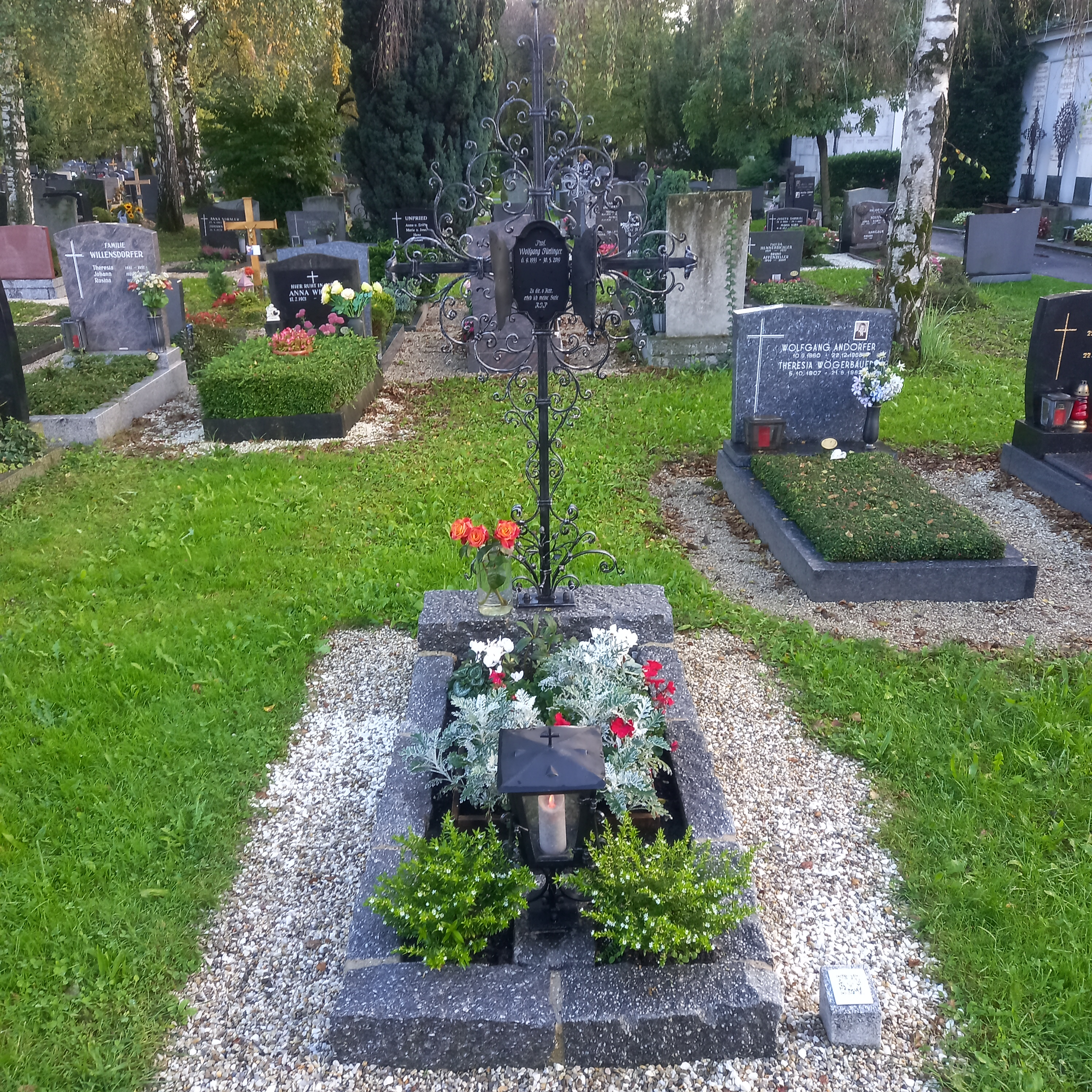
Das Grab von Wolfgang Fürlinger auf dem St. Barbara-Friedhof in Linz

Wolfgang Fürlinger (* 6. September 1933 in Peilstein im Mühlviertel; † 30. Mai 2019) war ein österreichischer Hochschullehrer, Organist und Komponist.

## Leben
Fürlinger studierte Orgel am Bruckner-Konservatorium und am Salzburger Mozarteum. Er war Volksschul-, Hauptschul- und Mittelschullehrer. Von 1968 bis 1997 wirkte Fürlinger an der Pädagogischen Akademie der Diözese Linz. Parallel dazu unterrichtete er zeitweise am Bruckner-Konservatorium (1963 bis 1998) und am Salzburger Mozarteum (1975 bis 1981).
Fürlinger hat etwa 230 Werke der Barockzeit wiederentdeckt, eingerichtet und publiziert, darunter fast drei Dutzend Kompositionen des Salzburgers Johann Ernst Eberlin (1702–1762). Darüber hinaus hat er zahlreiche Kompositionen für die Liturgie geschaffen.
Im Eigenteil der Diözesen Österreichs des Gotteslobs (2013) finden sich folgende Kompositionen Fürlingers:
- 728,2 Zeige mir deine Wege
- 841 Öffne meine Ohren, Heiliger Geist
- 899,2	Sein Wort ist mir Weg und Hilfe
- 987,1 Dein Wort, o Herr, ist Licht über meinem Pfad

Er war mehr als 50 Jahre Organist an der Kirche der Barmherzigen Brüder in Linz. 
Wolfgang Fürlinger starb im Mai 2019 im 86. Lebensjahr. Wolfgang Fürlinger ist begraben am St. Barbara-Friedhof in Linz.

## Auszeichnungen
Für seine Verdienste erhielt Wolfgang Fürlinger u. a. folgende Auszeichnungen:
- Ritter des Ordens des Heiligen Papstes Silvester (1997)
- Kulturmedaille des Landes Oberösterreich (2000)
- Ambrosius-Medaille des Cäcilienverbandes (Dachorganisation der Kirchenmusik im deutschen Sprachraum; 2003)[4]

## Hörspielkomponist (Auswahl)
- 1967: Friedrich Wallisch: Spanische Romanze – Regie: Ferry Bauer (ORF Oberösterreich)

Quelle: Ö1-Hörspieldatenbank